# Sergio Bravo (guionista)
Sergio Eduardo Bravo Pemjean (Santiago, 30 de junio de 1949-4 de febrero de 2022) fue un guionista chileno.

## Biografía
Guionista y consultor creativo, fue vicepresidente de la Sociedad de Autores Nacionales de Teatro, Cine y Audiovisuales (ATN) y miembro de la Sociedad Chilena del Derecho de Autor (SCD). Fundador del teatro Aleph, grupo de vanguardia de los años 70, fue director creativo de eventos y autor de numerosos himnos y canciones, entre otros «Chile, la alegría ya viene» —canción principal de la campaña del No en el plebiscito de 1988—, el himno oficial de la canonización del padre Alberto Hurtado, himnos de la Teletón y «Tira La primera piedra», ganadora de la competencia del Festival de Viña del Mar de 1991.
En la década de los 80 se inició profesionalmente como guionista en Teleduc, programas infantiles en UCV TV y secciones humorísticas para Sábados gigantes. Fue consultor creativo, editor de guiones y guionista estable en TVN (1995-2004) y Chilevisión (2005-2009).
Editor jefe de guiones del ciclo Nuestro siglo, premiado en Viena como Mejor Programa Documental de Televisión del año 2000 por la Internacional Federation of Televisión Archives. También escribió diversos programas como Entremundos (TVN), guionista de los premios Altazor desde su creación y de las versiones del Festival del Huaso de Olmué desde que es realizado por Chilevisión.
Creó y escribió los programas humorísticos Contigo Pan y Caviar  (sitcom Canal 11); guionista y editor general del programa de humor Jaguar yu? (TVN); Madre e hijo (sitcom TVN), con Delfina Guzmán y Gonzalo Robles, Carlos Carola (TVN), con Alex Zisis, Julio Jung y Esperanza Silva; Mi abuelo, mi nana y yo (TVN), sobre una historia de Jaime Miranda. Guionista y editor de guiones de Oveja negra (TVN); y de las secciones de humor de los programas De pe a pa, Con mucho cariño y Ciudad Gótica de TVN, trabajando con Renata Bravo, Stefan Kramer, Tichi Lobos, Palta Meléndez, “Papo” Dintrans, “Charola” Pizarro y Juan  “Ja Já” Calderón, quién comenzó en humor en el teatro Humoresque, compartiendo escenario con Ely Sanders (Elizabeth Gómez Aguilera) y Aliro Vega.
En 1991 escribió teleseries para el Área Dramática de TVN: Trampas y caretas; Jaque mate, Rompecorazón (adaptadas en equipo con Jorge Marchant); Juegos de fuego, en equipo con Perla Devoto y Maite Chapero. Loca piel, original en equipo con Jorge Marchant y Perla Devoto.
Diseña la biblia de la teleserie Iorana sobre una idea original de Enrique Cintolesi. Escribe la historia original de la teleserie Romané (TVN) y de Sin anestesia (CHV); y La doña versión libre de la Quintrala.
Como consultor creativo de Chilevisión le correspondió la puesta en marcha y supervisión de contenidos y guiones de las series de ficción (Infieles, Mujeres que matan, Pecados capitales, Historias de Eva, Historias de Niños, Historias de Campo, etc). Estuvo a cargo de la formulación y presentación de los guiones del Proyecto Bicentenario Cartas de Mujer, y participó en la serie histórica 12 días.
Escribió Carta de Leontina para el programa (CNTV) Cartas de mujer y Maldito corazón (serie basada en crímenes pasionales en diversas épocas de la historia de Chile); 11 de septiembre yDegollados, para la serie 12 días.
Fue consultor creativo del Teatro Nescafé de las Artes, y autor del libro “De la oscuridad a la luz: un teatro para el arte”, sobre el rescate de ex teatro Marcon.
Murió el 4 de febrero de 2022 a los 72 años de edad tras sufrir un infarto.

## Telenovelas

### Historias originales
- Loca piel (1996) (con Jorge Marchant Lazcano)
- Romané (2000)
- Sin anestesia (2009)
- La doña (2011)

### Adaptaciones
- Trampas y caretas (1992) - Original de Lauro César Muniz
- Jaque mate (1993) - Original de Chico de Assis y Walther Negrão
- Rompecorazón (1994) - Original de Cassiano Gabus Mendes
- Juegos de fuego (1995) - Original de Janete Clair

### Nuevas versiones escritas por otros
- Gitanas (2004) (Romané) - Por Basilio Álvarez y Laura Sosa